# (471325) 2011 KT19
(471325) 2011 KT19 (неформальна назва — Ніку, англ. Niku) — транснептуновий об'єкт (ТНО), що має незвичайну ретроградну орбіту навколо Сонця та орбітальну площину, нахилену на 110°.

## Деталі
У серпні 2016 року команда астрономів, яка використовує телескоп Pan-STARRS, оголосила про виявлений ними у 2015 році незвичайний транснептуновий об'єкт. Однак незабаром він був пов'язаний з кентавром 2011 KT19, який вважався проградним і був втрачений у спостереження. Цікаво, що він є частиною групи об'єктів, які обертаються навколо Сонця по сильно нахиленим орбітам, причини існування яких на цей час невідомі.
Орбітальні характеристики 2011 KT19 порівнюються з характеристиками 2008 KV42 (Драк). Орбіти 2011 KT19, 2008 KV42 та чотирьох інших об'єктів, імовірно, лежать у спільній площині, три них є прямими (проградними) і три — ретроградними. Ймовірність, що таке розташування орбіт є випадковим, оцінюється у 0,016 %. Ці орбіти мали розійтися зі спільної площини через кілька мільйонів років, оскільки прецесії прямих і ретроградних орбіт мають протилежні напрямки. Моделі з гіпотетичною Дев'ятою планетою не дали фактичну спільну орбітальну площину, крім того, фактична площина не збігається з площиною прогнозованих об'єктів цієї моделі з високим кутом нахилу і великою піввіссю. Інші симуляції з декількома карликовими планетами земної маси на орбітах із великим нахилом також не змогли повторити фактичне розташування зазначених транснептунових об'єктів.